# NGC 3610
NGC 3610 är en elliptisk galax i stjärnbilden Stora björnen. Den upptäcktes år 1793 av William Herschel. Galaxen ligger på ett avstånd av 106 miljoner ljusår (32,5 Mparsec) från Vintergatan och avlägsnar sig med en galaktocentrisk radialhastighet av 1,819 km/s.
NGC 3610 är en relativt ung elliptisk galax som ännu inte har förlorat sin skiva. Den har en morfologisk klassificering av E5, vilket anger ett förhållande på 2:1 mellan stor- och lillaxlarna i den elliptiska profilen. Den är en potentiell medelålders sammanslagningsrest, med en bevarad skiva av gas och stoft i linje med storaxeln. Sammanslagningen uppskattas ha inträffat  för4 ± 2,5 miljarder år sedan. Skivans centrala del uppvisar skevhet och är betydligt yngre än resten av galaxen.
Den ovanliga mängden blått ljus från NGC 3610, eller B–V i det fotometriska systemet UBV, tyder på sentida inträffad stjärnbildning. Den nuvarande uppskattade stjärnbildningshastigheten är 0,385 ± 0,375 solmassa per år. Det finns en population av yngre klotformiga stjärnhopar som kretsar kring galaxen och som sannolikt är en produkt av sammanslagningen. Den överlevande populationen av äldre, metallrika klotformiga stjärnhopar tyder på att åtminstone en av stamgalaxerna hade en framträdande utbuktningskomponent.

## Galleri

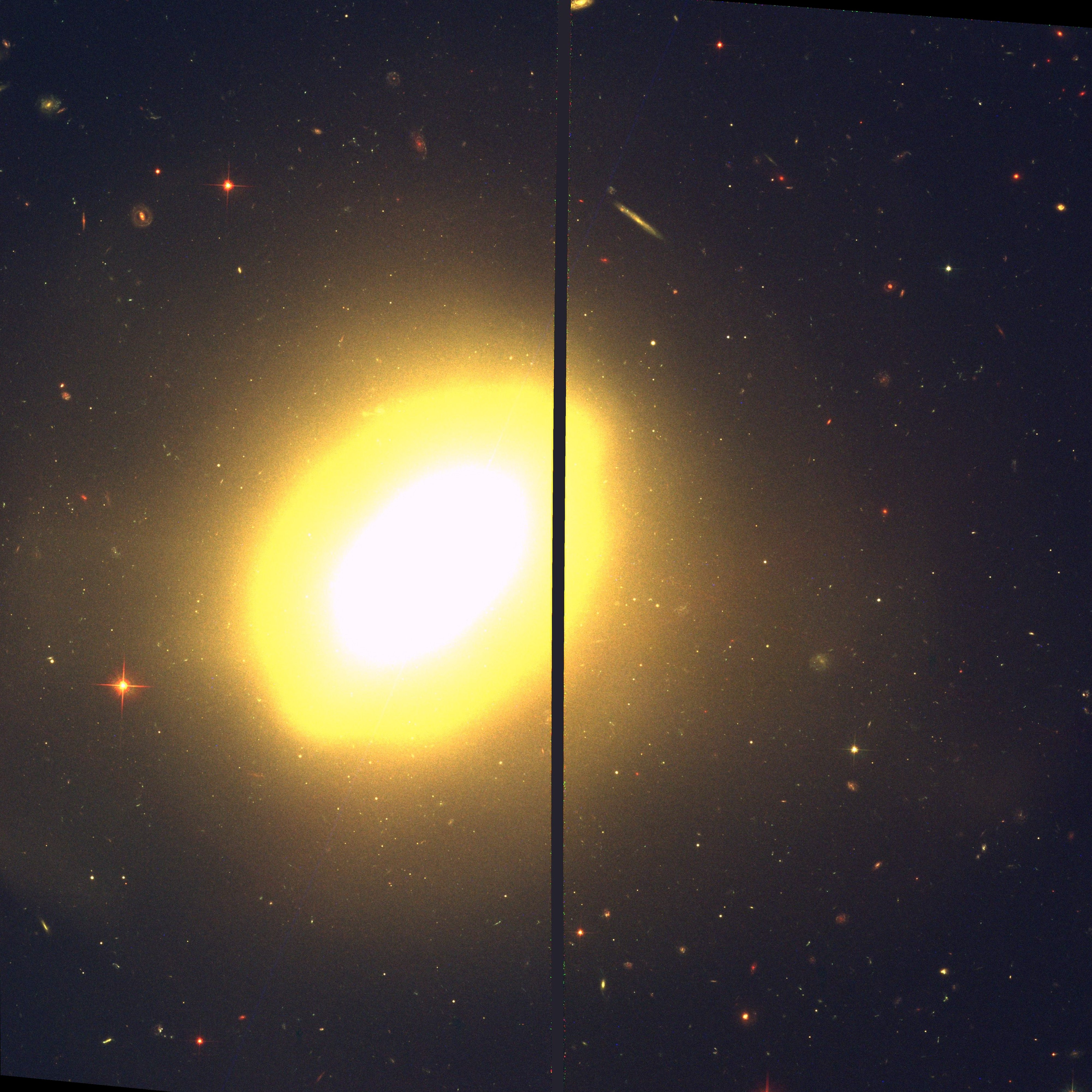
NGC 3610 avbildad med Hubbleteleskopet
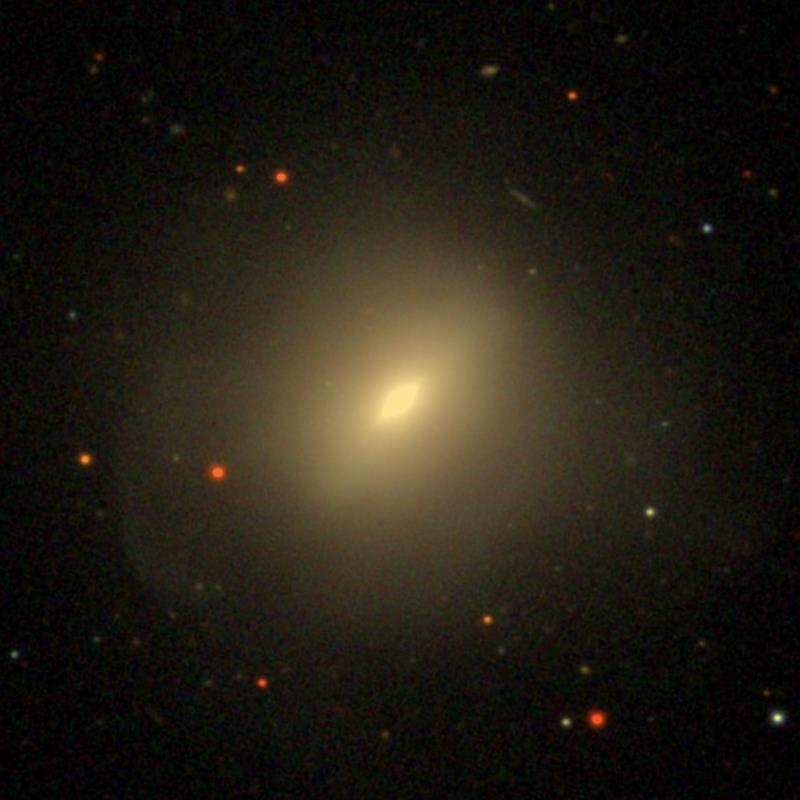
NGC 3610 (SDSS DR14)